# 前列腺素E3
前列腺素E3（缩写PGE3）是一种有机化合物，分子式C
20H
30O
5，属于前列腺素，由環氧合酶催化花生五烯酸合成。